# DarkBASIC Professional
DarkBASIC Professional (röviden: DBPro) egy speciálisan 2D és 3D játékfejlesztésre tervezett BASIC nyelvjárás, a DarkBASIC programnyelv utódja. Az angol The Game Creators cég gondozásában jelent meg 2002-ben.
A DBPro a DirectX 9-es (az első verziók a 8-as) verzióját használják a grafikai megjelenítésre, szemben az elődnek számító DarkBASIC-kel ami a DirectX 7-et használta. Készül a DirectX 10-re épülő Windows Vistán használható új verzió is. Bővült a parancsok listája pixel/vertex shader kezeléssel, javult a külső DLL kezelés, képes a BSP pályafájlok betöltésére, részecske effektek megjelenítésére, új 3D matematikai parancsok jelentek meg. A DBPro szinte az összes DarkBASIC parancsot támogatja, de a megváltozott grafikai motor miatt nagy eséllyel változtatni kell a régi programkódokon hogy hibátlanul fussanak Dark Basic Pro alatt.
A kibővített parancslistán kívül nagy előnye a Dark Basic-kel szemben hogy a program gépi kódra fordul le, így sokkal gyorsabb lesz a futtatható fájl mint az előd által készített interpreteres változat, cserébe viszont a végeredmény bugosabb, instabilabb.
A jelenlegi legfrissebb verzió az 1.072.
A Dark Basic Pro grafikai motor C++ programozók számára is elérhető a Dark Game SDK használatával. Becslések szerint a program sebessége 150-200%-kal is nőhet a Basichez képest; ugyanolyan egyszerűen használható interfészt nyújt mint a DBPro, de mind sebességbeli, mind minőségbeli hátrányban van a többi (akár teljesen ingyenes) C++ alatt használható motorral szemben.
Az elmúlt 3 évben rendszeresen került megrendezésre egy DBPro programozó verseny Chichester-ben (Anglia).

## Kiterjesztések
A külső függvénykönyvtárak használatának a lehetősége miatt (.DLL) több kiterjesztés jelent meg a nyelvhez, amelyek új parancsokkal gazdagítják azt. A felhasználókon kívül a The Game Creators kiadott több hivatalos kiterjesztést:
- Advanced Terrain – Limitált ingyenes és teljes fizetős verzióban érhető el. Megkönnyíti a terepek kezelését bitkép alapú magasságtérképek használatával.
- Dark Physics – Lehetővé teszi az Ageia fizikai motor használatát.
- BlueGUI – Lehetővé teszi a Windows GUI használatát a programokban és játékokban.
- Enhancement Pack – Számos új parancs, például felhasználói információk gyűjtésére
- Dark AI – Mesterséges intelligencia parancsok
- Dark Lights – Új parancsok fények kezelésére

Ezenkívül több, felhasználók által készített kiterjesztés létezik. Legfontosabbak:
- Newton Physics – Merev test fizika használata
- "Sparky's Dll" – Ray casting (sugárkövetés) és ütközésfigyelés